# Borrazópolis
Borrazópolis är en kommun i Brasilien.   Den ligger i delstaten Paraná, i den södra delen av landet, 1 000 km söder om huvudstaden Brasília. Antalet invånare är 7 877.
Omgivningarna runt Borrazópolis är en mosaik av jordbruksmark och naturlig växtlighet. Runt Borrazópolis är det ganska glesbefolkat, med 25 invånare per kvadratkilometer.